# Pieve di San Cresci in Valcava
La pieve di San Cresci in Valcava si trova nel comune di Borgo San Lorenzo e risale al VI secolo.  

## Storia
Nel luogo in cui essa si trova, molto probabilmente c'era un tempio pagano, perché gli scavi ne fecero trovare le fondamenta, insieme a monete romane (fra le quali alcune dell'imperatore Decio), pietre scolpite con serpi, ossa di animali sacrificati e altri oggetti. Si ritiene che in questo luogo sia avvenuto il martirio di San Cresci del quale la chiesa conservava il cranio, custodito in un busto-reliquiario in argento (XVIII secolo), voluto da Cosimo III su disegno di Giovan Battista Foggini, attualmente a Firenze -  Museo diocesano di Santo Stefano al Ponte. In passato qui presente anche la Madonna col bambino e angeli del Maestro della Madonna Strauss che oggi si trova a Vicchio nel Museo Beato Angelico.
Nella pieve di San Cresci in Valcava si trovano le ossa e le ceneri dei martiri Enzo, Omnione e Panfila, riconosciute nel 1613 e situate in urne di marmo negli altari laterali e sotto la gradinata dell'altare maggiore. Questa chiesa fu consacrata nel 1703. Nel 1700-1702 essa subì dei restauri e nel 1704 fu costruito il portico. Anticamente era costruita con bozze di pietra, aveva tre navate, tre piccole finestre sulla navata laterale ed altre tre nell'abside. I restauri furono commissionati da Cosimo III: la chiesa, con la bolla di Innocenzo XIII, fu annessa al convento dei gesuiti di Firenze.

## Descrizione
La chiesa conserva affreschi raffiguranti la Storia del martirio di san Cresci, opera dell'Ademollo, che furono danneggiati dal terremoto del 1919, un dipinto che rappresenta la Madonna col bambino, eseguita "alla maniera" del Gaddi, due tabernacolini, la Decollazione di san Cresci, opera di Francesco Lapi del 1615. Il fonte battesimale di pietra è in forma ottagonale.  Vi sono inoltre: Il Transito di san Cresci con i santi Enzo e Omnione e: San Panfila e san Cerbone, opere di Carlo Ventura eseguite su commissione di Cosimo III.
Nel XIII secolo il territorio di san Cresci fu sotto la giurisdizione dei vescovi fiorentini. Vicino alla chiesa si trova l'oratorio di Cerbone fatto costruire da Cosimo III e l'oratorio della Vergine Maria, detta "Della Febbre".

## Curiosità
La pieve viene citata ironicamente nel Decameron di Giovanni Boccaccio nella settima novella della seconda giornata che vede come protagonista Alatiel, figlia del sultano di Babilonia, per indicare il membro maschile.